# پرودانچا
پرودانچا (به بلغاری: Prodancha) روستایی در بلغارستان است که در استان پرنیک واقع شده‌است. پرودانچا ۷ نفر جمعیت دارد و ۸۲۵ متر بالاتر از سطح دریا واقع شده‌است.